# Loma de Águila
Loma de Águila är en ort i Mexiko.   Den ligger i kommunen Santiago Tlazoyaltepec och delstaten Oaxaca, i den sydöstra delen av landet, 400 km sydost om huvudstaden Mexico City. Loma de Águila ligger 2 682 meter över havet och antalet invånare är 241.
Terrängen runt Loma de Águila är kuperad åt sydväst, men åt nordost är den bergig. Loma de Águila ligger uppe på en höjd. Runt Loma de Águila är det ganska glesbefolkat, med 29 invånare per kvadratkilometer. Närmaste större samhälle är Cuilapan de Guerrero, 19,3 km öster om Loma de Águila. I omgivningarna runt Loma de Águila växer i huvudsak blandskog.